# 660-е годы до н. э.
660-е (шестьсо́т шестидеся́тые) го́ды до на́шей э́ры по пролептическому юлианскому календарю — промежуток времени с 1 января 669 года до н. э. по 31 декабря 660 года до н. э., включающий с 669 по 661 годы 4-го десятилетия  и 660 год 5-го десятилетия VII века 1-го тысячелетия до н. э. Им предшествовали 670-е годы до н. э., за ними следовали 650-е годы до н. э. Они закончились 2685 лет назад.

## Важнейшие события
- 669 — 25-й год по эре правления луского князя Чжуан-гуна[1].
- Весной чэньский князь отправил посла Жу-шу с визитом в Лу[2].
- В 5 луне, в день гуй-чоу умер князь Вэй Хуэй-гун (Шо)[3], ему наследовал сын Чи (И-гун, эра правления 668—660 или 661)[4].
- В 6 луне, в день синь-вэй, при новолунии, в Лу отмечено солнечное затмение; лусцы били в барабаны и принесли в жертву духам животное[5][6].
- В 6 луне луская княжна Бо-цзи выдана замуж в Малое Ци[7].
- Осенью в Лу было наводнение, били в барабаны и принесли в жертву духам животное в воротах[8].
- Зимой луский княжич (гун-цзы) Ю поехал в Чэнь[9].
- В Цзинь сановник Ши Вэй обнёс стенами цзиньский город Цзюй[10].
- Ши Вэй рекомендовал Сянь-гуну убить всех сыновей прежних хоу, что и было сделано: зимой Сюань-гун окружил Цзюй, куда они были поселены, и перебил их, хотя многие и бежали в Го[11].
- 668 — 26-й год по эре правления луского князя Чжуан-гуна[12].
- В Цзинь начали сооружать стены столицы Цзянду[13].
- Правитель Го, куда бежали цзиньские княжичи, напал на Цзинь, но безуспешно[10].
- По описанию «Чуньцю», весной луский князь двинулся в поход на жунов, а летом вернулся. Согласно «Цзо чжуань», Ци помогло лусцам одолеть жунов[14].
- Летом в Цао был убит некий сановник[5].
- Осенью луский гун и войска Сун и Ци воевали с Сю[15].
- Зима. В 12 луне, в день гуй-хай, при новолунии, в Лу отмечено солнечное затмение[16] (в «Ши цзи» не отмечено). По современным данным, затмение произошло 10 ноября 668 года до н. э. Архивная копия от 22 марта 2019 на Wayback Machine
- 667 — 27-й год по эре правления луского князя Чжуан-гуна[17].
- Согласно гл.14 «Ши цзи», чжоуский ван даровал титул хоу правителю Ци (между тем даже в «Чуньцю», внимательной к титулам, он и ранее именуется хоу), отправив посла Ляо подтвердить его полномочия как гегемона[18].
- Цзиньский гун хотел напасть на Го, но Ши Вэй посоветовал подождать, пока там начнутся смуты[10].
- Весной луский князь встретился с княгиней Малого Ци Бо-цзи в Тао[2].
- В 6 луне состоялся съезд князей в Ю, был заключён договор (князьями Ци, Сун, Лу, Чэнь и Чжэн)[3].
- Осенью луский княжич Ю (родной брат Чжуан-гуна) поехал в Чэнь на похороны сановника Юань-чжуна (согласно «Цзо чжуань», это не церемонно)[19].
- Зимой княгиня Малого Ци Бо-цзи приехала в Лу. цзюйский сановник Цин прибыл встретить невесту Шу-цзи из Лу. Князь Малого Ци прибыл в Лу для аудиенции[20].
- Зимой князья Ци и Лу провели съезд в Чэн-пу[21].
- 660 г., 11 февраля — Император Дзимму основывает государство Япония. Его потомки возглавляют его и по сей день.